# ワレリー・アファナシエフ
ワレリー・パヴロヴィチ・アファナシエフ（ロシア語: Вале́рий Па́влович Афана́сьев, ラテン文字転写: Valery Pavlovich Afanassiev、1947年9月8日 - ）はロシアのピアニスト、詩人・作家である。

## 略歴

### 生い立ち
1947年、モスクワで生まれた。モスクワ音楽院でエミール・ギレリスとヤコフ・ザークにピアノを師事した。1969年にライプツィヒ・バッハ国際コンクール、1972年にブリュッセルで行われたエリザベート王妃国際音楽コンクールにおいて優勝。

### ベルギー亡命後
1974年ベルギーのシメイ城での演奏旅行を終えた際、西側への政治亡命を決行し、ベルギー国籍を取得した。
以前はヴェルサイユに暮らしていたが現在はブリュッセルの郊外に住み、音楽活動のかたわらフランス語で詩作や小説の執筆にも取り組んでいる。リサイタルではさまざまなパフォーマンスを行うこと、とりわけ、自作の詩や哲学的なエッセイを朗読することで知られる。
一時期は指揮者としての活動にも取り組んでいたが、オーケストラが言うことをきかないということで、指揮活動からは撤退した。
異才、鬼才、思索するピアニストなどと呼ばれてその個性を讃えるファンもあり、きわめて遅めのテンポ設定でも知られている。

### レパートリー
ムソルグスキーの『展覧会の絵』のようなロシア音楽もレパートリーに入っているが、世界的にはバッハの平均律クラヴィーア曲集やベートーヴェンやシューベルトのソナタ、ブラームスの後期小品集などドイツ・オーストリア音楽のピアノ曲の独特な解釈で有名である。かつてはギドン・クレーメルの室内楽演奏のパートナーとしても有名だった。

## 著書
- 『音楽と文学の間―ドッペルゲンガーの鏡像』平野篤司・飯沼隆一・明比幸生訳、論創社、2001年
- 『乾いた沈黙―ヴァレリー・アファナシエフ詩集』尾内達也訳、論創社、2009年
- 『天空の沈黙―音楽とは何か』田村恵子訳、未知谷、2011年
- 『ピアニストのノート』大野英士訳、講談社選書メチエ、2012年
- 『妙なるテンポ』田村恵子訳、未知谷、2014年
- 『声の通信』岡部杏子訳、未知谷、2015年
- 『ピアニストは語る』青澤隆明構成、講談社現代新書、2016年

## 出演
- 「ハイビジョン特集」～漂泊のピアニスト・アファナシエフ「もののあはれ」を弾く～（NHK BShi[7]）